# Steve Stenstrom
Steve Stenstrom (El Toro, 23 dicembre 1971) è un ex giocatore di football americano statunitense che ha giocato nel ruolo di quarterback nella National Football League (NFL). Fu scelto nel corso del quarto giro (134º assoluto) del Draft NFL 1995 dai Kansas City Chiefs. Al college giocò a football all'Università di Stanford.

## Carriera professionistica
Stenstrom fu scelto dai Kansas City Chiefs nel quarto giro del Draft 1995. Giocò nella NFL per cinque stagioni, dal 1996 al 1999 per Chicago Bears e San Francisco 49ers. Disputò diverse gare come titolare per i Bears nella stagione 1998 e altrettante per i 49ers l'anno successivo dopo l'infortunio che pose fine alla carriera di Steve Young. Trascorse parte della stagione 2000 con i Detroit Lions e firmò coi Denver Broncos nella primavera del 2001, ritirandosi però poco dopo.

## Vittorie e premi
Nessuno

## Statistiche
| Yard passate      | 1.895 |
| Touchdown         | 4     |
| Intercetti subiti | 12    |
| Passer rating     | 62,5  |